# Neu-Reisenberg
Neu-Reisenberg ist ein zur Gemeinde Reisenberg in Niederösterreich gehörender Ort und wird vom Ortsverzeichnis der Statistik Austria als Dorf geführt. Tatsächlich ist es aber eine südliche Erweiterung von Gramatneusiedl über den Fluss Fischa hinaus, die hier die Gemeinde- und auch Bezirksgrenze bildet. 
Es handelt sich um eine Zeilensiedlung an zwei Straßen (der Reisenberger und Mitterndorfer Straße), im Südwesten geht das besiedelte Gebiet in das von Neumitterndorf (Gemeinde Mitterndorf an der Fischa) über. Mit Ausnahme eines gleich an der Fischa gelegenen ehemaligen Gasthauses und eines islamischen Bethauses neueren Datums besteht die Bebauung aus niedrigen, meist einstöckigen traufständigen Häusern.
Etwa zur Hälfte auf dem Gemeindegebiet von Reisenberg befindet sich auch ein Kleinkraftwerk oberhalb der Fischa, das um 1890 erbaut wurde, das Turbinenhaus ist im Sichtziegelstil mit Rundbogenfenstern gehalten.
Neben der Fischabrücke steht eine barocke Mariensäule, die 1945 hierher versetzt wurde und unter Denkmalschutz steht (Listeneintrag). Sie ersetzte dabei eine kriegszerstörte Nepomuk-Statue.
Südöstlich der Siedlung verläuft die Bahnverbindung von der Ostbahn zur Pottendorfer Linie. Der Personenverkehr auf dieser Strecke wurde 2002 eingestellt, vorher gab es an der Kreuzung mit der Reisenberger Straße die Haltestelle Reisenberg-Marienthal.

## Geschichte
Die ersten Häuser entstanden um 1840, die meisten der noch bestehenden aber in den 1870ern. Die Siedlung stellte eine Erweiterung der Arbeitersiedlung Marienthal dar, die um die Textilfabrik Marienthal angelegt worden war, ohne im eigentlichen Sinn dazuzugehören: die Häuser waren nicht im Besitz der Fabrik und keine Arbeiterhäuser. Allerdings war Neu-Reisenberg mit Marienthal funktional verbunden. In den Häusern entlang der beiden Straßen befanden sich die für die Versorgung der Bevölkerung notwendigen Gewerbebetriebe: Bäcker, Fleischer, Glaswarenhändler, ein Friseur etc. Auch befanden sich hier die Gasthäuser, in einem davon (Gasthof Südpol) wurde ein Kino betrieben.
Diese Stellung als soziales Zentrum brachte es mit sich, dass Neu-Reisenberger Lokalitäten und Einwohner in der Studie Die Arbeitslosen von Marienthal aus dem Jahr 1933 öfter erwähnt werden.
Heutzutage gibt es in Neu-Reisenberg keine Geschäfte mehr, die Gebäude fungieren nur mehr als Wohnhäuser.